# 배리 뉴먼

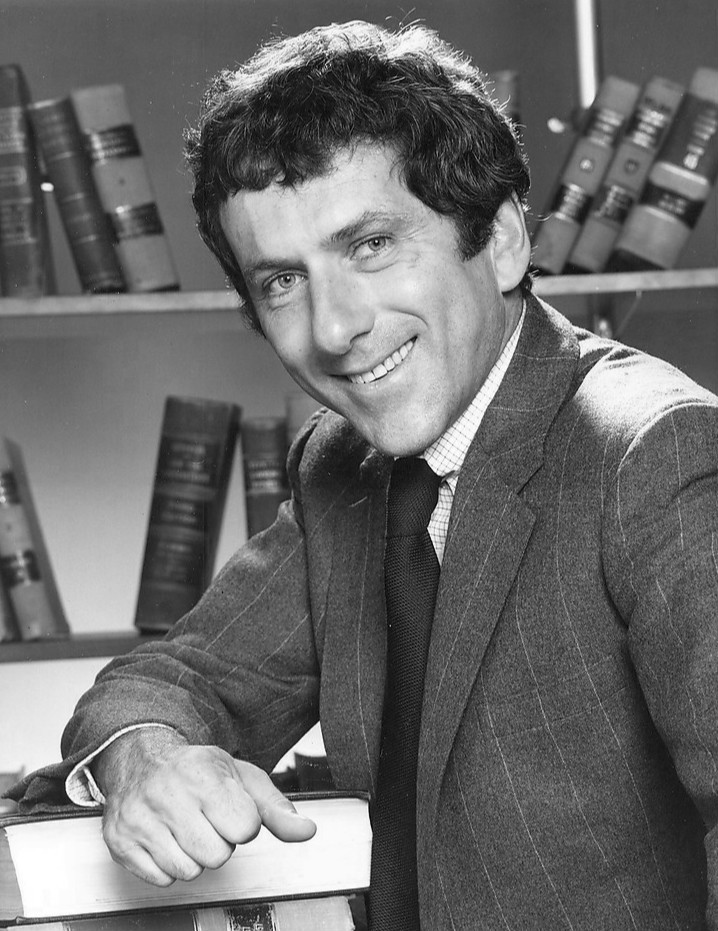

배리 뉴먼(Barry Newman, 1938년 11월 7일 ~ )은 미국의 배우이다.
보스턴에서 태어났다.

## 출연 작품

### 영화
- 더 로이어 (1970)
- 배니싱 포인트 (1971)
- 짤즈버그 커넥션 (1972, The Salzburg Connection)
- 시티 온 파이어 (1979)
- 창공의 여왕 에이미 (1981, Amy) - 벤 코코런 박사 역
- My Two Loves (1986)
- 거울 살인 사건 (1992)
- 맥쉐인의 승리자 (1994, MacShayne: Winner Takes All)
- 데이라잇 (1996)
- 굿바이 러버 (1998)
- 보우핑거 (1999)
- 라이미 (1999, The Limey)
- Fugitive Mind (1999)
- 굿 어드바이스 (2001, Good Advice)
- 트루 블루 (2001, True Blue)
- 40 데이즈 40 나이트 (2002)
- 그릴드 (2006, Grilled)

### 텔레비전
- The O.C. (2005)